# لين ميرينج
لين ميرينج (بالإنجليزية: Lin Meiring) (مواليد 22 أكتوبر 1933) هو سبّاح جنوب أفريقي، مثّل بلاده في الألعاب الأولمبية الصيفية 1952.

## روابط خارجية
لين ميرينج على موقع أوليمبيديا (الإنجليزية)